# Gangapur City
Gangapur City è una suddivisione dell'India, classificata come municipality, di 96.794 abitanti, situata nel distretto di Sawai Madhopur, nello stato federato del Rajasthan. In base al numero di abitanti la città rientra nella classe II (da 50.000 a 99.999 persone).

## Geografia fisica
La città è situata a 26° 29' 26 N e 76° 44' 03 E.

## Società

### Evoluzione demografica
Al censimento del 2001 la popolazione di Gangapur City assommava a 96.794 persone, delle quali 51.619 maschi e 45.175 femmine. I bambini di età inferiore o uguale ai sei anni assommavano a 16.084, dei quali 8.519 maschi e 7.565 femmine. Infine, coloro che erano in grado di saper almeno leggere e scrivere erano 58.969, dei quali 37.162 maschi e 21.807 femmine.